# 1670 en arts plastiques
| Années des arts plastiques : 1667 - 1668 - 1669 - 1670 - 1671 - 1672 - 1673    |
| Décennies des arts plastiques : 1640 - 1650 - 1660 - 1670 - 1680 - 1690 - 1700 |

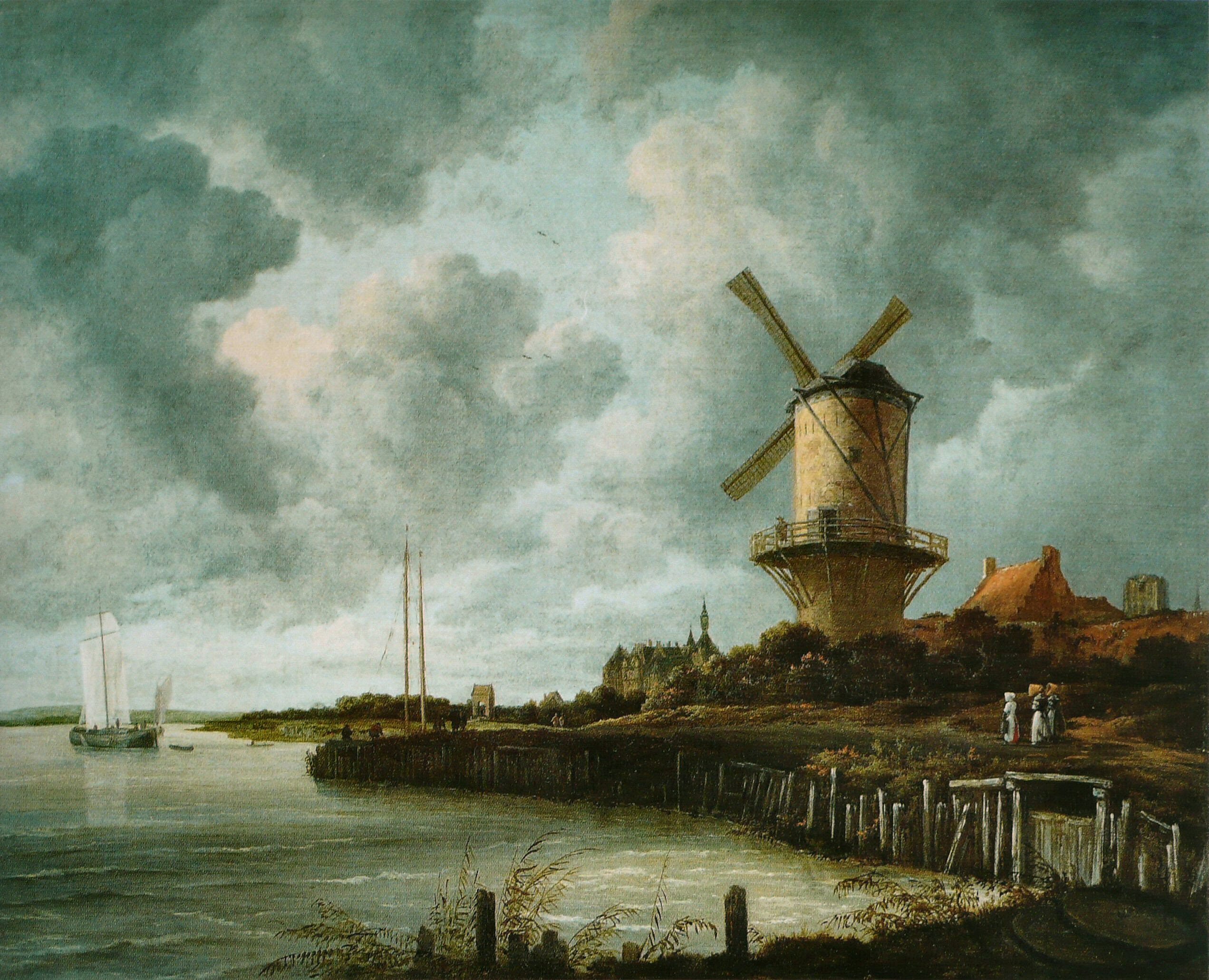
Le Moulin de Wijk, près de Duurstede, toile de Jacob van Ruisdael.

Cette page concerne l'année 1670 en arts plastiques.

## Naissances
- 26 janvier : Jacob van Schuppen, peintre baroque autrichien d'origine néerlandaise († 29 janvier 1751),
- 24 août : Louis Galloche, peintre français († 21 juillet 1761),
- ?
  - Gilles Allou, peintre français († 2 février 1751),
  - Louis Court, peintre français († 3 novembre 1733).

## Décès
- 4 janvier : Grégoire Huret, dessinateur et graveur au burin français (° octobre 1606),
- 10 mai : Claude Vignon, peintre français (° 19 mai 1593),
- 15 juin : Louis II Lerambert, peintre et sculpteur français (° 1620),
- ? juin : François Ragot, graveur et marchand d'estampes français (° 22 juin 1638),
- 16 juillet : Abraham Diepraam, peintre néerlandais (° 23 janvier 1622),
- 3 novembre : Salomon van Ruysdael, peintre de paysage néerlandais (° vers 1602),
- 26 novembre : Jacques Van Loo, peintre néerlandais (° 1614).

- ? :
  - Francisco Gutiérrez Cabello, peintre espagnol (° vers 1616),
  - Franz Wulfhagen, graveur et peintre allemand (° 1624).

- Vers 1670 :
- Herman Nauwincx, peintre, graveur et marchand d'art néerlandais (° 27 octobre 1623).